# La William (equip ciclista)
L'equip La William va ser un equip ciclista belga, de ciclisme en ruta que va competir entre 1989 i 1993.

## Principals resultats
- Gran Premi de la vila de Rennes: Jan Bogaert (1989)
- Omloop van de Vlaamse Scheldeboorden: Jan Bogaert (1989), Danny Neskens (1991), Ludo Giesberts (1992)
- Circuit de Houtland: Jan Bogaert (1989), Johan Devos (1992)
- Premi Nacional de Clausura: Ludo Giesberts (1990), Wim Omloop (1993)
- Brussel·les-Ingooigem: Ludo Giesberts (1990), Patrick Vanroosbroeck (1991), Johan Devos (1993)
- Gran Premi del 1r de maig-Premi d'honor Vic de Bruyne: Michel Cornelisse (1991)
- Nokere Koerse: Koen Van Rooy (1991), Michel Cornelisse (1993)
- Fletxa costanera: Michel Cornelisse (1992, 1993)
- Ster van Zwolle: Michel Cornelisse (1993)
- Volta a Colònia: Willem Van Eynde (1993)
- Binche-Tournai-Binche: Patrick Vanroosbroeck (1993)
- Volta a Limburg (Bèlgica): Patrick Vanroosbroeck (1993)

### A les grans voltes
- Giro d'Itàlia
  - 0 participacions

- Tour de França
  - 0 participacions

- Volta a Espanya
  - 0 participacions